# Pseudotrochalus benitoensis
Pseudotrochalus benitoensis är en skalbaggsart som beskrevs av Brenske 1903. Pseudotrochalus benitoensis ingår i släktet Pseudotrochalus och familjen Melolonthidae. Inga underarter finns listade i Catalogue of Life.